# Jan Karaś
Jan Karaś (Cracovia, 17 marzo 1959) è un ex calciatore polacco, di ruolo centrocampista.

## Palmarès

### Club

#### Competizioni nazionali
- Coppa di Polonia: 1

Legia Varsavia: 1988-1989